# Extrem Orient
|  | Pel que fa al districte federal rus, vegeu Districte Federal de l'Extrem Orient. |

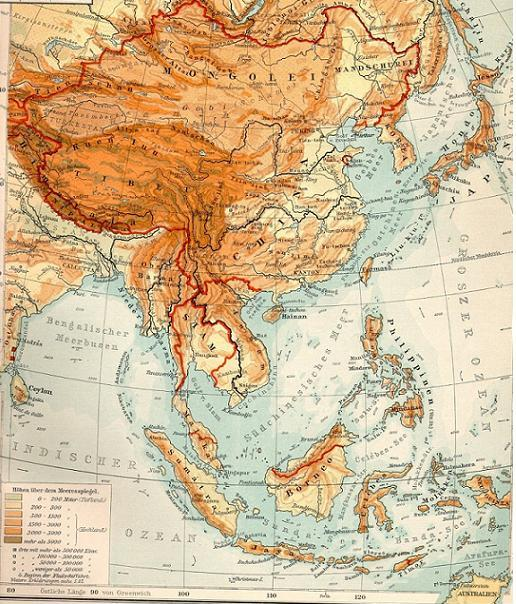
Mapa de 1903 de la regió considerada tradicionalment Extrem Orient.

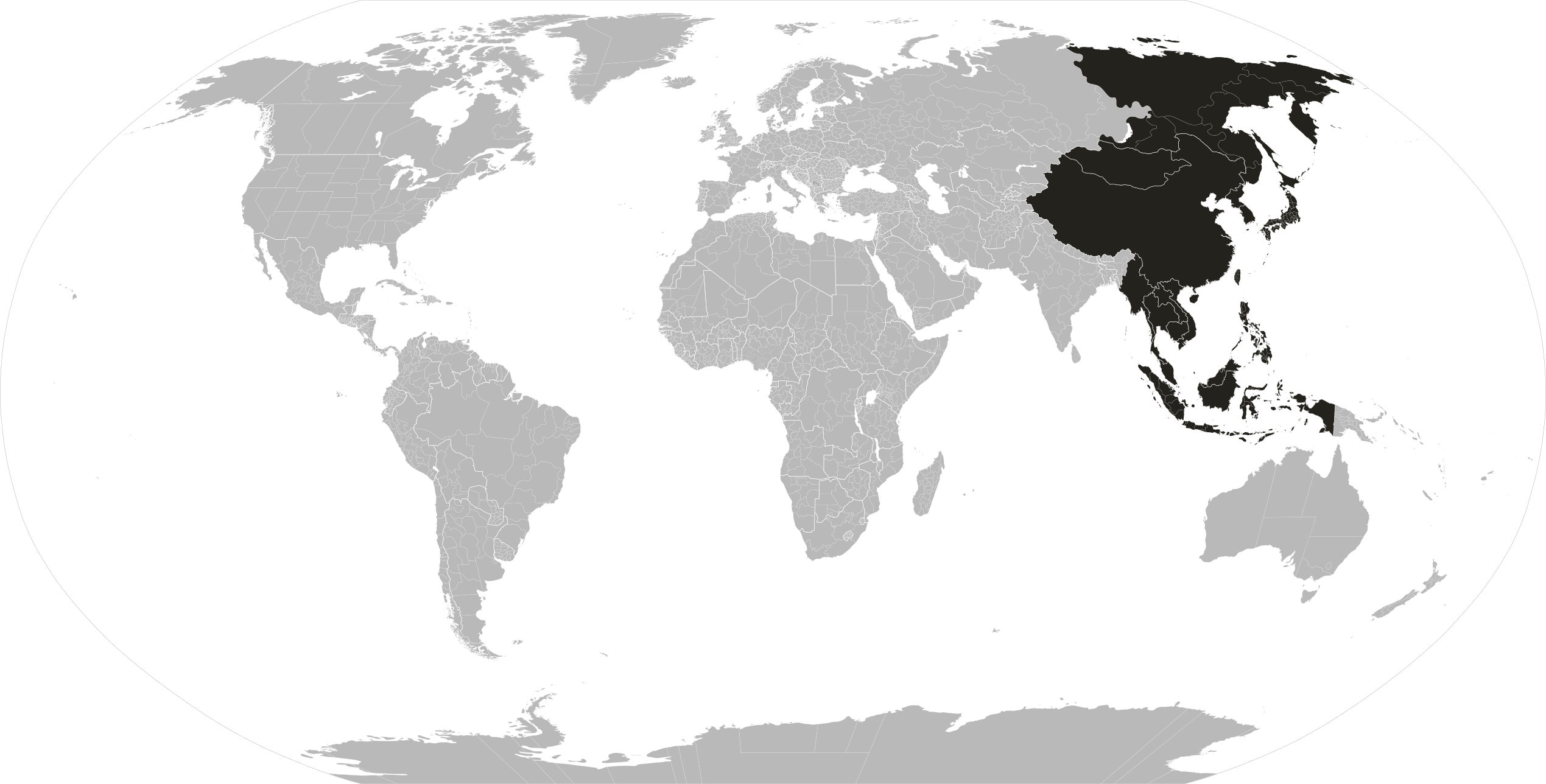
Extrem Orient

L'Extrem Orient (també anomenat Orient Llunyà o Àsia Oriental) és, de forma inconcreta, l'est de l'Àsia, incloent-hi sovint els territoris russos del nord-est així com la regió occidental de l'oceà Pacífic, llevat del continent australià i de Nova Zelanda i altres illes d'Oceania. Aquest concepte inclou el centre i la costa de la Xina, Taiwan, el Japó, Corea, les Filipines, Vietnam, Cambodja, Malàisia, Singapur, Brunei, Myanmar, Tailàndia, Indonèsia, Timor Oriental. Sovint, depenent del context, aquest terme pot incloure el nord-est de Rússia, Índia, Pakistan, Bangladesh, Sri Lanka, Nepal i Bhutan. Sovint s'utilitza en contraposició a l'Orient Pròxim.
Els estudis orientals, incloent-hi la filosofia oriental, sovint es refereixen a aquesta zona del planeta. Se sol considerar com una regió cultural única, però això és tan inexacte com considerar tots els països occidentals iguals. Si bé hi ha trets comuns, com el rebuig del dualisme extrem o el respecte a la tradició, cada regió té la seva pròpia manera de veure el món.

## Composició
L'Extrem Orient, com una macro-regió, està al seu torn compost per les següents regions:
- Àsia oriental
- Sud-est d'Àsia
- Extrem Orient Rus (districte federal del Llunyà Orient)

La llista de països considerats dins de l'Extrem Orient inclou, entre d'altres, els següents:
- Myanmar
- Brunei
- Cambodja
- Xina
- Corea del Nord
- Corea del Sud
- Filipines
- Hong Kong (part de la Xina)
- Indonèsia
- Japó
- Laos
- Macau (part de la Xina)
- Malàisia
- Mongòlia
- Rússia (només el districte federal del Llunyà Orient)
- Singapur
- Tailàndia
- Taiwan
- Timor Oriental
- Vietnam